# Rhodothamnus
Rhodothamnus  Rchb., 1827 è un genere di piante appartenente alla famiglia delle Ericacee.

## Tassonomia
Il genere comprende le seguenti specie:
- Rhodothamnus chamaecistus (L.) Rchb.
- Rhodothamnus sessilifolius P.H.Davis